# Zofia Czerepińska
Zofia Czerepińska, po mężu Dera (ur. 13 kwietnia 1956) – polska lekkoatletka specjalizująca się w biegach średniodystansowych, medalistka mistrzostw Polski.

## Kariera sportowa
Była zawodniczką Startu Lublin.
Na mistrzostwach Polski seniorów zdobyła dwa medale, oba w biegu na 3000 metrów - srebrny w 1978 i brązowy w 1980. W 1979 zdobyła brązowy medal halowych mistrzostw Polski seniorów w biegu na 1500 metrów.
Rekordy życiowe:
- 800 m – 2:07,13 (14.08.1980)
- 1500 m – 4:13,9 (24.08.1978)
- 3000 m - 9:16,72 (17.09.1978)